# Moleta dels Hortets
La Moleta dels Hortets és una muntanya de 928 metres que es troba al municipi de la Sénia, a la comarca catalana del Montsià.